# Луин (мыс)
Мыс Луин (Леувин, Лиувин; англ. Leeuwin) — это крайняя юго-западная точка Австралии, мыс.
К востоку от мыса имеется группа скал и островов Сэйнт-Алауарн в заливе Флиндерса. Ближайший населённый пункт — Августа. На мысе имеется маяк и здания, принадлежащие смотрителю маяка.
В Австралии мыс считается точкой, где Индийский океан встречается с Южным океаном; однако большинство других стран считают, что Южный океан существует только к югу от 60° южной широты.